# Aleksandrówka (rejon łucki)
Aleksandrówka (ukr. Олександрівка) – wieś położona na Ukrainie, w rejonie łuckim, w obwodzie wołyńskim, liczy 112 mieszkańców.